# Ormiscocerus nitidipennis
Ormiscocerus nitidipennis is een insect uit de familie van de Berothidae, die tot de orde netvleugeligen (Neuroptera) behoort. 
Ormiscocerus nitidipennis is voor het eerst wetenschappelijk beschreven door Blanchard in Gay in 1851.